# بريينزا
بريينزا (بالإيطالية: Brienza)‏ هي بلدية في مقاطعة بوتنسا في إقليم بازيليكاتا الإيطالي.

## السكان
في سنة 1861 بلغ عدد السكان 5٬219 نسمة، وتطور العدد ليصل في سنة 2011 لـ 4٬082 نسمة.
يظهر هذا المخطط البياني تطور النمو السكاني لـ بريينزا